# Bagnoles
Bagnoles è un comune francese di 214 abitanti situato nel dipartimento dell'Aude nella regione dell'Occitania.

## Società

### Evoluzione demografica
Abitanti censiti

## Storia
A Bagnoles-de-l'Orne, il 9 giugno 1937, gli antifascisti Carlo e Nello Rosselli furono uccisi da sicari dell'organizzazione di estrema destra francese Cagoule, guidati da Jean Filliol. Fra gli ideatori dell'omicidio, Santo Emanuele, tenente colonnello dei Carabinieri e capo della sezione controspionaggio, il generale Mario Roatta, il colonnello Paolo Angioy e il maggiore dei Carabinieri Roberto Navale, con la tacita approvazione del ministro degli Esteri Galeazzo Ciano e del suo capo di gabinetto Filippo Anfuso.